# Жените в Древен Египет
- Жената в Древен Египет била символ на свобода. Тя била много уважавана и не била роб на своя съпруг и деца.

- Законът гарантирал сигурността на имота ѝ, на който тя оставала собственик дори след брака.

- Като истинска господарка на дома, тя може да поиска развод или правосъдие. Упражнявала някои професии като: жрица, акушерка, търговка.

- Жената била изобразявана редом с мъжа на фреските в гробниците на фараоните.